# Reaktant
Ein Reaktant (auch Reaktand oder Edukt, in älterer Literatur auch Reagens) ist eine Substanz, die im Laufe einer chemischen Reaktion in neue Stoffe mit anderen Eigenschaften umgewandelt wird.
Als Reaktanten können sowohl Elemente als auch chemische Verbindungen eingesetzt werden. In der chemischen Industrie werden gezielt aus Reaktanten Produkte hergestellt. Daher werden solche Stoffe auch als Ausgangsstoffe bezeichnet. In einem chemischen Gleichgewicht ist die Unterscheidung zwischen Reaktant und Produkt nicht mehr sinnvoll.

## Abgrenzung
Bei der Katalyse und in der Enzymatik wird ein Ausgangsstoff auch Substrat genannt.
Im Stoffwechsel wird auch von Präkursoren gesprochen.
Das Chemikalienrecht nennt Grundstoffe, mit denen man verbotene oder gefährliche Stoffe erzeugen kann, Vorläuferstoffe.